# Sosylos
Sosylos ze Sparty (stgr. Σωσύλος; łac. Sosylus Lacedaemonius) – grecki historyk. Uczestniczył w kampaniach Hannibala przeciwko Rzymowi, jako naoczny świadek sporządził siedmiotomową historię II wojny punickiej. Do współczesności zachowała się jedynie w pojedynczym fragmencie, jednak jest możliwe, że służyła za źródło dotyczące dziejów militarnych wojny dla Polibiusza oraz innych historyków starożytnych.
Żadne z dzieł pisarskich Sosylosa nie zachowało się w całości do czasów współczesnych, wobec czego znany jest jedynie z przekazów autorów rzymskich. Korneliusz Nepos wspomina, że Sosylos miał być jednym z ostatnich, którzy pozostali w obozie Hannibala po jego klęsce. Miał także służyć kartagińskiemu wodzowi jako doradca i nauczyciel greki, towarzysząc mu od wczesnych lat, a w późniejszym okresie – także podczas wojen. Diodor Sycylijski przekazuje informacje o siedmiotomowej historii wojny jego autorstwa i nazywa go Sosylosem z Elei. Choć Polibiusz wspomina go tylko raz i dzieło Sosylosa przyrównuje do spisu „bredni z salonu fryzjera”, współcześni historycy przypuszczają, że w istocie Sosylos mógł być jednym ze źródeł Polibiusza, obok prac innego z weteranów strony punickiej, Chaireasza (którego ten również krytykuje). Istnieje wręcz przypuszczenie, że opis bitwy pod Kannami u Polibiusza jest w istocie echem jej opisu przez samego Hannibala, który opowiadał o niej Sosylosowi, a ten opis ten zawarł w swoim dziele. Wydaje się pewne, że opis ten wzorowany był na którymś z nieznanych współcześnie źródeł kartagińskich, być może właśnie na historii Sosylosa, choćby dlatego, że niewielu Rzymian przeżyło bitwę i mogło opowiedzieć o jej przebiegu.
Jedyny znany fragment dzieła Sosylosa zachował się w postaci pojedynczej karty papirusowej (tzw. papirusu würzburskiego lub papirusu Sosylosa). Opisuje ze szczegółami bitwę morską pomiędzy flotą Kartaginy a połączonymi flotami Massilii i Rzymu, dowodzonymi przez Scypiona. Prawdopodobnie dotyczy bitwy u ujścia Ebro, którą Rzymianie wygrali w 217 roku p.n.e. Fragment jest klarowny, dobrze napisany i zawiera wiele detali dotyczących sztuki wojennej, co zdaje się zadawać kłam twierdzeniom Polibiusza.
Zakres tematyczny dzieła Sosylosa nie jest znany, jednak zachowany fragment, przynależący do tomu czwartego, opisuje bitwę stoczoną we wczesnym okresie wojny. Może to sugerować, że oryginalne siedem tomów opisywało nie całą wojnę Kartaginy z Rzymem, a jedynie jej pierwszy okres. Z drugiej strony możliwe jest także, że Sosylos do opisania losów wojny użył klucza geograficznego, a nie chronologicznego. W każdym razie wydaje się pewne, że jego dzieło wykraczało dalece poza opis losów samego Hannibala. 
Niektóre współczesne źródła podają, że Sosylos również służył jako dowódca wojskowy w czasie bitwy pod Kannami, jednak nie ma na to dowodów i inni historycy podają ten fakt w wątpliwość.